# Sosnová, Opava
Sosnová là một làng thuộc huyện Opava, vùng Moravskoslezský, Cộng hòa Séc.